# Secharja (Moschaw)

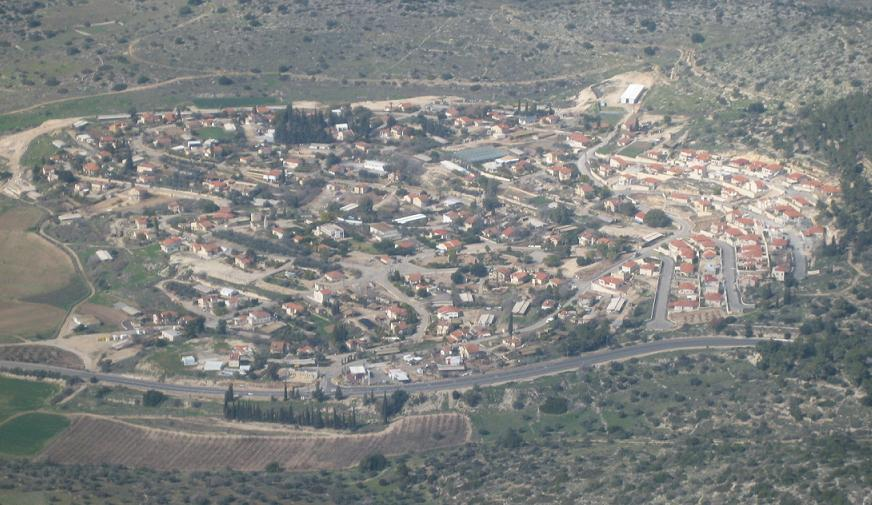
Secharja (2007)

Secharja (hebräisch זְכָרְיָּה Səcharjah, englisch Zekharia), Mateh Yehuda, Chevel Adullam, ist ein israelischer Moschav nahe Bet Schemesch. Er liegt auf 268 m Höhe in der Schfelah am Tal Elah. Secharja wurde 1950 gegründet und zählte 2018 insgesamt 1108 Einwohner. Es wird vermutet, dass auf der naheliegenden Luftwaffenbasis Sdot Micha israelische Atomraketen stationiert sind.